# Huara inflata
Huara inflata là một loài nhện trong họ Amphinectidae. Loài này phân bố ở New Zealand.